# Nu Tauri
Nu Tauri (38 Tauri) é uma estrela na direção da constelação de Taurus. Possui uma ascensão reta de 04h 03m 09.38s e uma declinação de +05° 59′ 21.5″. Sua magnitude aparente é igual a 3.91. Considerando sua distância de 129 anos-luz em relação à Terra, sua magnitude absoluta é igual a 0.92. Pertence à classe espectral A1V.